# Blauet nan de Nova Bretanya
El blauet nan de Nova Bretanya (Ceyx sacerdotis) és una espècie d'ocell de la família Alcedinidae que és endèmica de Nova Bretanya i l'illa d'Umboi. El seu hàbitat natural són els boscos de terra baixa humida subtropical o tropical.
Aquesta espècie era considerada antigament com una de les 15 subespècies reconegudes del que llavors es coneixia com a blauet variable (Ceyx lepidus o Alcedo lepidus). Un estudi filogenètic molecular publicat el 2013 va trobar que la majoria de les subespècies insulars havien divergit substancialment les unes de les altres. Per tant, es va dividir i 12 de les subespècies, inclòs el blauet nan de Nova Bretanya, van ser promogudes a l'estatus d'espècie. Al mateix temps es va canviar el nom de la variable pel de blauet nan de les Moluques.